# Galleria del vento

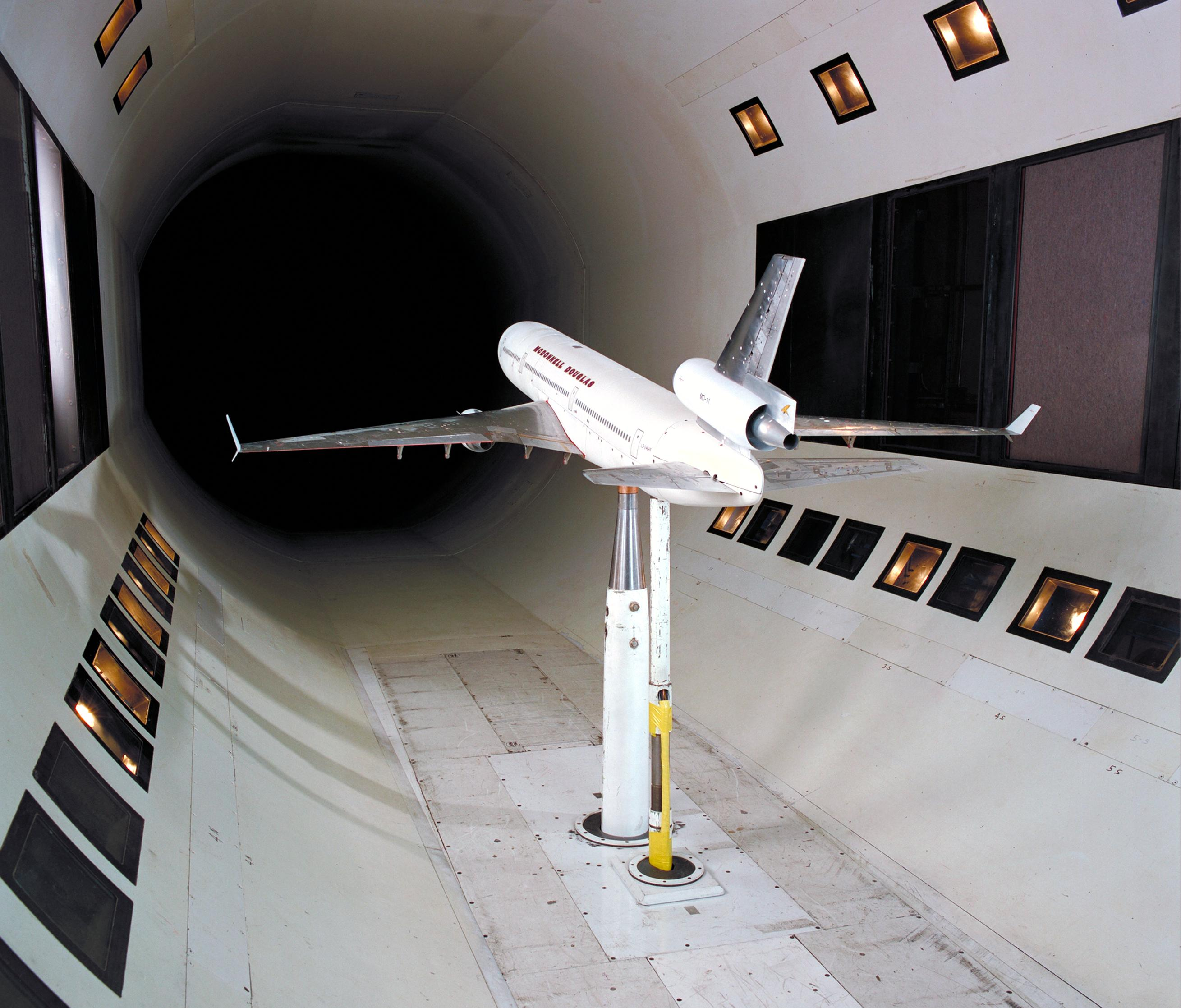
Galleria NASA durante la prova di un modellino di aeromobile

Una galleria del vento è un'apparecchiatura che viene utilizzata in laboratorio per studiare l'andamento di un flusso di un fluido (tipicamente aria) attorno ad un corpo, simulandone l'interazione con buona approssimazione alla realtà.

## Descrizione
Le misure che si effettuano sono tipicamente misure di: velocità globali e locali, misure di pressione, di temperatura e forze esercitate dal fluido sul corpo. In galleria del vento vengono anche effettuate le cosiddette visualizzazioni dei campi di pressione, temperatura e di forza che si stabiliscono sulla superficie del corpo oppure del campo di velocità del flusso. Nel primo caso la superficie del corpo viene rivestita con delle particolari sostanze sensibili alla temperatura, alla pressione oppure alle forze di attrito.
Nel secondo caso vengono utilizzati dei particolari traccianti, come le sostanze coloranti o dei fumi che permettono di visualizzare l'andamento del flusso attorno al corpo. Un altro modo per effettuare le visualizzazioni è quello di usare dei filetti di lana attaccati alla superficie del corpo oppure a dei sostegni che poi vengono opportunamente movimentati per andare a studiare delle particolari zone del campo.
Nelle gallerie ad acqua vengono usati come traccianti anche degli inchiostri oppure delle sostanze opache come il latte, che ha il vantaggio di non essere inquinante e di costare poco, oltre ad avere una densità molto simile a quella dell'acqua. Nelle gallerie supersoniche (ma in generale in tutte le gallerie con flusso comprimibile) le visualizzazioni vengono fatte sfruttando il fenomeno della rifrazione della luce che attraversa due sostanze con differenti densità.
La possibilità di effettuare prove in galleria del vento si basa sul cosiddetto principio di reciprocità, il quale afferma che dal punto di vista del valore delle grandezze fisiche che vengono misurate e dell'andamento dei flussi sul corpo, è indifferente muovere un corpo in un fluido fermo o muovere il fluido attorno ad un corpo fermo.

## Classificazione

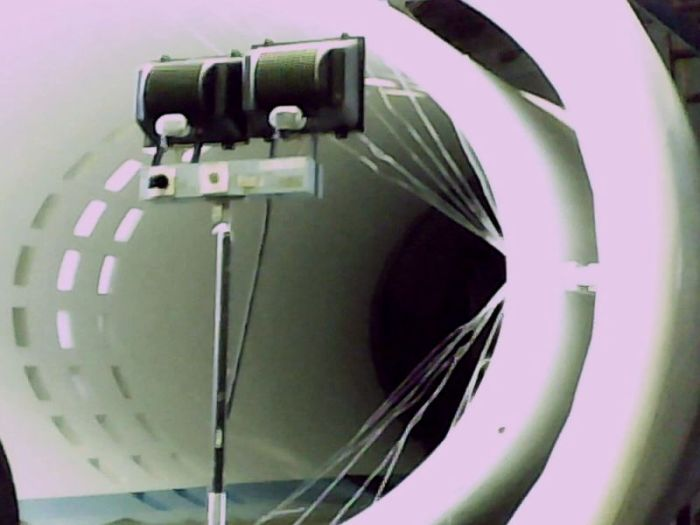

Le gallerie del vento si dividono in due categorie principali:
- gallerie a ciclo aperto
- gallerie a ciclo chiuso

Un'altra classificazione delle gallerie del vento distingue queste ultime rispetto alla velocità del flusso in camera di prova:
- gallerie subsoniche incomprimibili se il numero di Mach della corrente è compreso tra 0 e circa 0,3;
- gallerie subsoniche comprimibili se il Mach della corrente è compreso tra circa 0,3 e circa 0,8;
- gallerie transoniche se il Mach della corrente è compresa tra 0,8 e 1,2;
- gallerie supersoniche se il Mach della corrente è compreso tra 1,2 e 5;
- gallerie ipersoniche se il Mach della corrente è superiore a 5.

### Gallerie a ciclo aperto

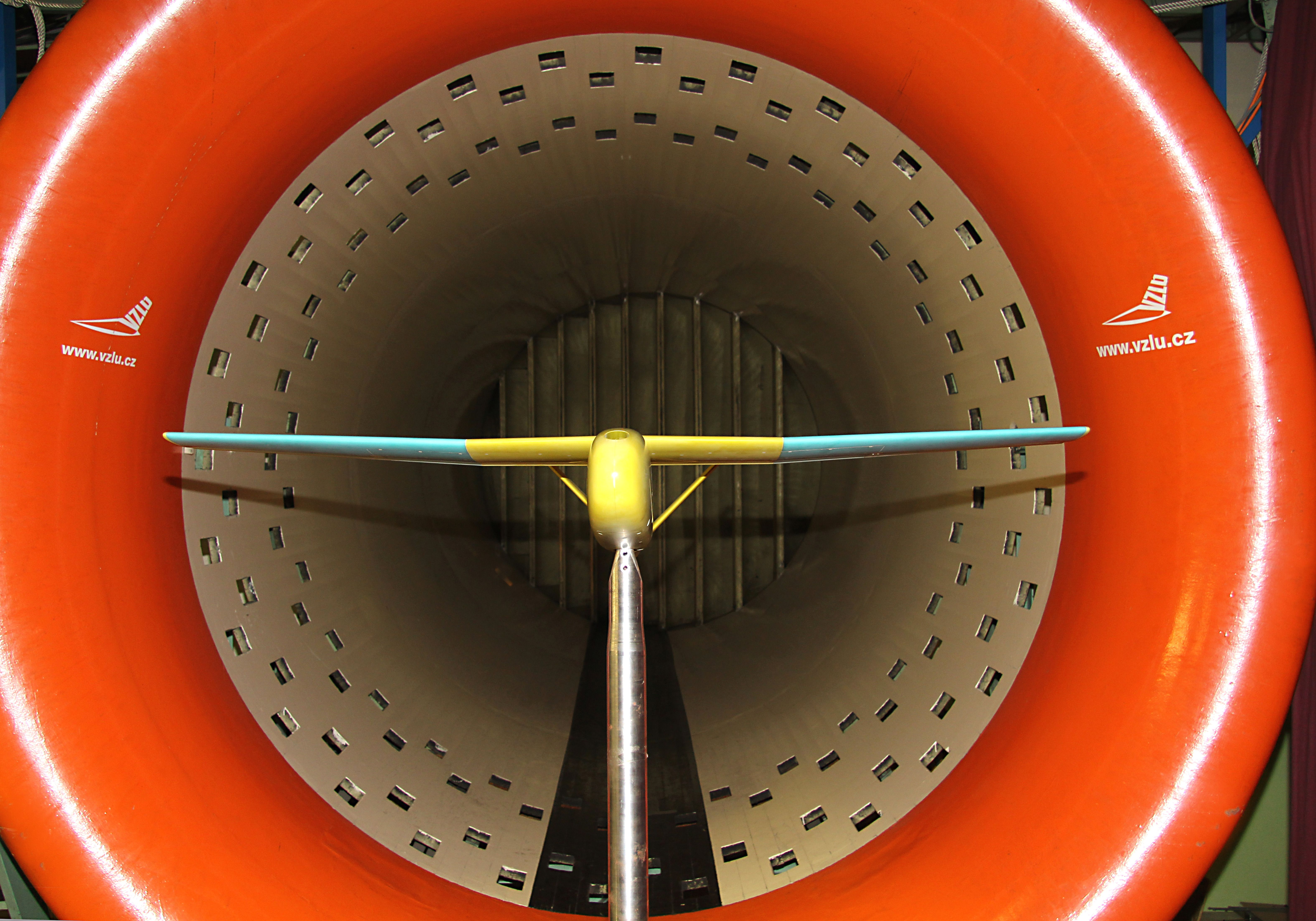

Le gallerie a ciclo aperto nella parte frontale sono composte generalmente da una bocca e da un condotto a sezione costante (di solito a sezione o circolare o rettangolare) dove sono posti alcuni dispositivi atti a controllare la qualità del flusso in ingresso. A questo condotto ne segue un altro (a sezione circolare o rettangolare) di tipo convergente, il quale termina nel punto di inizio della camera di prova che è a sezione costante ed in cui viene inserito il modello dell'oggetto di cui si vuole studiare la fluidodinamica; nella camera di prova la velocità raggiunta dal fluido è la più elevata, e precisamente deve essere al massimo quella di progetto.
Alla camera di prova segue un condotto divergente (generalmente a sezione circolare) che è chiamato divergente o diffusore. In un determinato punto del divergente è presente il motore, elettrico e carenato, a cui sono collegate una o più ventole. Le ventole hanno il compito di trasferire l'energia cinetica generata dal motore al fluido, che viene così aspirato nella sezione di prova. A questi componenti segue un ulteriore condotto divergente per la compressione del flusso ed infine la sezione di espulsione per lo scarico del flusso nell'ambiente esterno.
È importante tener conto che le ventole, che come detto prima hanno il compito di trasferire al fluido l'energia cinetica fornita dal motore, sono poste a valle della camera di prova; questo perché esse, oltre a fornire al fluido l'energia cinetica necessaria, generano anche una serie di vortici e di turbolenza verso valle, la cui presenza in camera di prova, e quindi sul modello, andrebbero completamente ad alterare il valore delle misure effettuate.
Gli svantaggi di una galleria aperta sono la rumorosità e l'apparente perdita di energia che si ha a causa dello scarico in atmosfera del fluido accelerato. In realtà quest'ultimo svantaggio non si verifica del tutto. Questo perché se si unisse l'uscita del flusso dalla galleria con l'ingresso e si realizzasse quindi una galleria chiusa (come è descritta sotto) si verificherebbero delle perdite di carico (cioè perdite di energia del fluido dovute all'attrito). Questo spiega il perché ancora oggi esistono e vengono utilizzate, in caso di prove a modeste velocità, le gallerie del vento a ciclo aperto.
Uno svantaggio ben più consistente di quello appena descritto è dato dal fatto che la camera di prova è chiusa e la pressione al suo interno è più bassa di quella esterna (si veda a tal proposito il teorema di Bernoulli). Proprio a causa di questo la camera di prova deve essere sigillata in maniera perfetta per evitare un'infiltrazione di fluido dall'esterno che, essendo a pressione maggiore, penetrerebbe nella camera alterando significativamente l'andamento dei flussi attorno al modello e quindi le misure effettuate.

### Gallerie a ciclo chiuso
Le gallerie a ciclo chiuso possiedono gli stessi componenti principali delle gallerie a ciclo aperto. L'unica differenza è che il flusso invece di essere espulso all'esterno della galleria viene fatto ricircolare al suo interno. I vantaggi rispetto alla soluzione aperta sono nella possibilità di variare le caratteristiche del fluido usato (pressione, temperatura, umidità, viscosità e così via) e di poter utilizzare una camera di prova aperta o semiaperta, con notevoli semplificazioni in termini di logistica nel posizionare i modelli da provare. Le gallerie a ciclo chiuso devono essere equipaggiate con scambiatori di calore e radiatori capaci di raffreddare il fluido che man mano che scorre si riscalda in maniera consistente, con la possibilità di alterare le misure effettuate.

### Gallerie supersoniche
Le gallerie del vento supersoniche sono utilizzate principalmente per provare gli effetti del corpo su un flusso gassoso supersonico. Nel flusso attorno al corpo saranno infatti presenti le onde di Mach, le onde di compressione, di espansione e le onde d'urto. Inoltre, diventa un parametro fondamentale per le simulazioni l'effetto della temperatura del fluido che non è più trascurabile così come le variazioni di densità che, già per velocità nell'ordine di Mach 0,3, non sono più trascurabili.
Le gallerie del vento supersoniche sono sostanzialmente di tre tipi.
Il primo tipo prevede, per realizzare un flusso supersonico, un grande serbatoio a valle della camera di prova, dentro al quale si realizza un vuoto spinto. Per effettuare la prova si apre una valvola e il gas fluisce velocissimamente attraverso un condotto appositamente sagomato, dall'ambiente esterno verso il serbatoio che si sta aprendo.
Il secondo tipo di galleria del vento supersonica si può realizzare riempiendo a pressione un grande serbatoio a monte della camera di prova. Per realizzare il flusso supersonico si apre così una valvola ed il gas fluisce velocissimamente dal serbatoio ad alta pressione verso la camera di prova.
Questi tipi di gallerie hanno l'inconveniente di realizzare un flusso intermittente poiché i serbatoi, una volta aperti, necessitano di un certo periodo di tempo per essere svuotati o riempiti di nuovo fino alle condizioni iniziali, rendendo quindi impossibile praticare delle prove in modo continuo.
Tale inconveniente può essere superato con il terzo tipo di galleria supersonica, che si può realizzare come una galleria tradizionale chiusa di tipo subsonico ma con un flusso supersonico nella sezione di prova. Questo comporta delle enormi difficoltà e dei costi molto elevati poiché sorgono dei problemi nelle fasi di avviamento della galleria che rendono indispensabile il ricorso ad una geometria variabile. Ulteriori differenze, soprattutto in termini di difficoltà costruttive, complessità ed aumento di costo, sono rappresentate dall'esigenza, in caso di galleria supersonica, di avere un sistema di essiccamento del fluido.
Si ricordi che il comportamento di un flusso supersonico è radicalmente diverso da quello di un flusso subsonico. Nel caso di un flusso supersonico infatti, se la sezione del condotto aumenta, la velocità tenderà ad aumentare ulteriormente e non a diminuire come accade invece nel caso di un flusso subsonico. Questo spiega il motivo per cui alcuni componenti di una galleria supersonica vengono realizzati in modo diverso rispetto a quelli di una galleria subsonica. Ad esempio, in una galleria supersonica prima della camera di prova verrà messo un condotto convergente-divergente e non solo un convergente perché con il primo tratto convergente si realizzerà un flusso sonico (numero di Mach unitario) che poi entrando nel condotto divergente diventerà supersonico.

### Dimensioni
Le gallerie del vento hanno dimensioni variabili a seconda delle esigenze. Prendendo per esempio le camere di prova, si va da galleria con dimensioni al di sotto del metro quadro di sezione, fino all'enorme galleria del vento della NASA di Ames con una camera di prova di 24x36 metri. Lo sviluppo delle gallerie del vento ha avuto un'enorme accelerazione durante la guerra fredda grazie anche agli enormi capitali investiti dai governi Russi e Statunitensi. In queste nazioni si trovano le gallerie del vento più grandi e potenti al Mondo, alcune capaci di arrivare fino a Mach 25 per i test delle navicelle spaziali di rientro sulla Terra.
Naturalmente il costo di costruzione e di utilizzazione di una galleria del vento varia a seconda delle sue dimensioni e delle caratteristiche sia del flusso che si realizza, che delle caratteristiche geometriche stesse della galleria. È per questo che le gallerie a ciclo aperto sono le più semplici ed economiche ma hanno prestazioni limitate, mentre le gallerie a ciclo chiuso hanno costi più alti sia in termini di manutenzione che di costruzione e di utilizzo, ma una qualità del flusso molto elevata.

### Le gallerie del vento nel panorama internazionale e nazionale
Le gallerie del vento, ispirate alle realizzazioni di Eiffel a Parigi e Prandtl a Gottinga all'inizio del XX secolo, hanno avuto vasta diffusione soprattutto negli ultimi 30 anni (solo in Giappone, nell'ultimo decennio, ne sono state realizzate 1000), dando luogo a molteplici attrezzature distribuite fra il settore pubblico, l'industria privata ed il mondo accademico. Esse comprendono tre tipi di impianti rivolti, rispettivamente, al settore aeronautico, alle prove sui veicoli ed alle misure civili e ambientali.
L'Italia possiede numerosi impianti nei campi aeronautico e veicolare (basti ricordare le gallerie della Ferrari, della Pininfarina e la galleria del vento al plasma del Centro Italiano Ricerche Aerospaziali di Capua). Dispone invece di quattro sole gallerie per uso civile e ambientale - la prima , realizzata a Prato dal CRIACIV, ha medie dimensioni; la seconda , realizzata a Milano dal CIRIVE al Politecnico, è la più grande d'Europa - insufficienti a fronteggiare le crescenti richieste del mercato italiano. La galleria del vento DICAT-DIFI  a Genova, inaugurata nel 2008, è caratterizzata da proprietà complementari rispetto alle gallerie di Prato e Milano: in questo modo contribuirà a realizzare una rete di laboratori, ciascuno dotato di caratteristiche sue peculiari.

## Componenti standard di una galleria del vento subsonica

### Convergente
Il convergente serve per ridurre la sezione e fare quindi aumentare la velocità del fluido riducendo contemporaneamente il livello di turbolenza e lo spessore degli strati limite sulle pareti. È interessato da un gradiente di pressione negativo, e quindi favorevole, (essendoci più pressione all'inizio del convergente e meno al termine) non è quindi presente il problema della separazione dello strato limite, questo consente un restringimento della sezione abbastanza rapida. La contrazione della sezione (contraction ratio in inglese) è generalmente nell'ordine di 6, molto raramente è maggiore.

### Camera di prova
È il luogo dove viene messo l'oggetto da provare oppure dove vengono effettuate le misure sul flusso. È di fondamentale importanza riprodurre il più possibile le condizioni reali in cui si trova a lavorare l'oggetto della prova, è importante anche avere un flusso perfettamente noto in termini di numero di Reynolds, di livello di turbolenza, di temperatura, di umidità e di tutte le altre variabili che determinano le caratteristiche del flusso. La camera di prova è il punto dove il flusso si trova a velocità maggiore e cioè quella massima di progetto della galleria; è inoltre naturalmente la prima componente progettata della galleria del vento e deve essere sufficientemente grande per ospitare il modello che si vuole provare per non incorrere nel problema del bloccaggio. Questo fenomeno è in pratica l'effetto delle pareti della camera di prova sulle linee di flusso e sulla velocità del fluido nelle vicinanze dell'oggetto da provare. 
In tutte le gallerie esiste l'effetto del bloccaggio in linea teorica, questo perché se il corpo si troverà ad operare, per esempio in atmosfera, si troverà ad operare in un ambiente “teoricamente infinito” mentre in galleria del vento si troverà ad operare sempre in un ambiente di pochi metri quadrati di sezione, così, se il modello è sufficientemente piccolo rispetto alle dimensioni della camera di prova, si potrà ridurre questo effetto o comunque correggere i dati ricavati attraverso modelli matematici, appositamente tarati per la particolare geometria della camera di prova in questione, implementati direttamente negli elaboratori che processano i dati provenienti dai sensori in galleria.

### Divergente
È la componente che si trova dopo la camera di prova, immaginando di seguire l'andamento del flusso nella galleria. Ha diversi compiti: la prima è far diminuire la velocità aumentando la sezione, la seconda funzione dell'allargamento della sezione è puramente funzionale al ricongiungimento del condotto al convergente nelle gallerie a ciclo chiuso. Il rallentamento del fluido dopo la camera di prova è fondamentale perché posizionando il motore, e quindi il ventilatore o l'elica in un punto a bassa velocità, è possibile installare un motore meno potente e quindi meno costoso e più piccolo. Nel divergente è presente un gradiente di pressione positivo e quindi sfavorevole, dato che la pressione al termine del divergente è maggiore del valore di pressione all'inizio. Questo porta ad uno ispessimento dello strato limite e nasce quindi la possibilità che si verifichi il dannosissimo fenomeno della separazione dello strato limite, questo si può evitare con opportuni dispositivi di succhiamento dello strato limite o di soffiatura oppure con angoli di divergenza ridottissimi (massimo 2° o 3°). Un'altra soluzione è quella dei divergenti rapidi in cui si utilizzano reti o paratie intermedie capaci di far riattaccare lo strato limite sulla parete del divergente stesso.

### Curve
Servono per poter far cambiare direzione al flusso, sono composte da un condotto ad angolo opportunamente smussato e da vari profili alari disposti a schiera che hanno il compito di facilitare il flusso a curvare. Le curve sono interessate dal fenomeno della separazione dello strato limite per il fatto che hanno un'elevata curvatura, e per il fatto che alcune volte il condotto in uscita ha sezione maggiore di quello in ingresso ed è quindi presente un gradiente di pressione avverso. Grazie però al fatto che si usano schiere di profili è possibile evitare questo fastidioso fenomeno. Le curve per loro natura tendono a introdurre della vorticità assiale che però può essere minimizzata con l'uso di appositi dispositivi e conformazioni delle curve stesse.

### Motore e ventilatore
Per sopperire alle perdite di carico o pressione (in parole povere di energia) che il fluido subisce lungo tutto il tragitto della galleria del vento, è necessario introdurre nel fluido una certa quantità di energia ogni secondo. È necessario quindi dotare la galleria del vento di un ventilatore comandato da un motore. Il motore (tipicamente un motore elettrico che ha il pregio di fornire una spinta quasi costante senza vibrazioni di un motore alternativo) può essere coassiale al ventilatore oppure può essere esterno.
Il caso del motore esterno è il migliore perché più schermato e quindi produce meno disturbo al fluido (in termini acustici) riscaldandolo anche di meno. 
Il ventilatore o i ventilatori sono composti da uno o una serie di eliche coassiali oppure affiancate; nelle gallerie supersoniche le eliche sono dei veri e propri compressori assiali o centrifughi; essi hanno il compito principale di trasferire l'energia cinetica fornita dal motore, al fluido sotto forma di energia di pressione. Si fa notare che, contrariamente a ciò che si pensa, il ventilatore o compressore, fornisce un salto di pressione e NON di velocità. Il trasferimento naturalmente non è ne adiabatico né isoentropico e questo vuol dire che una parte di energia cinetica va persa in calore.
Il ventilatore è posto a valle della camera di prova in una zona con una sezione elevata per ridurre la potenza necessaria da fornire. Esso deve inoltre essere messo più lontano possibile dall'ingresso della camera di prova secondo il percorso che deve fare il fluido, quindi l'ideale sarebbe quello di metterlo appena dietro il modello. Questa soluzione però è sfavorevole perché al termine della camera di prova la velocità è massima per due motivi principali: 
1) in camera di prova l'obbiettivo è sempre quello di avere la velocità massima; 
2) alla fine della camera di prova lo strato limite risulta più spesso rispetto alla zona centrale della camera di prova, e questo causa una diminuzione della sezione effettiva vista dal fluido. Questo significa che la velocità ancora più elevata che all'inizio della camera di prova; il ventilatore è quindi disposto alla fine del divergente, dove la velocità locale è più bassa.

### Raddrizzatore di flusso tipo Honeycomb
Il raddrizzatore di flusso del tipo honeycomb è composto da una serie di tubi di piccolo diametro (generalmente tra 5 e 7 mm) e lunghi circa una quindicina di centimetri. Questi tubicini sono disposti coassialmente al condotto nel quale si trovano (generalmente nella zona della galleria dove le velocità sono le più basse possibili per minimizzare le perdite di carico) e sono incollati l'uno all'altro a formare strutture, generalmente esagonali (simili ai nidi d'ape, da cui il nome), che ricoprono l'intera area della sezione dove sono posti. A titolo di esempio si cita che, in una galleria avente una sezione dove è presente l'honeycomb di 3,6 x 0,9 metri, sono disposti qualcosa come 78.000 tubicini di 7 mm di diametro. Il compito dell'honeycomb è quello di eliminare le componenti di velocità del flusso normali alle pareti e indirizzare il flusso unicamente e il più possibile in direzione dell'asse del condotto. Generalmente l'honeycomb o gli honeycomb sono posti poco prima dell'inizio del convergente e quindi appena prima della camera di prova.

### Reti
Le reti hanno il compito di spezzare le strutture vorticose di grande scala e convertirle in strutture vorticose più piccole e più uniformi, si rende così il profilo di velocità più uniforme. Le reti hanno però, come già detto, il difetto di deviare la direzione principale del flusso, è perciò necessario posizionarle attorno ad elementi (l'honeycomb) capaci di “raddrizzare” il flusso. Sono componenti che tendono a sporcarsi e quindi, come l'honeycomb, necessitano di frequente manutenzione.

## Applicazioni

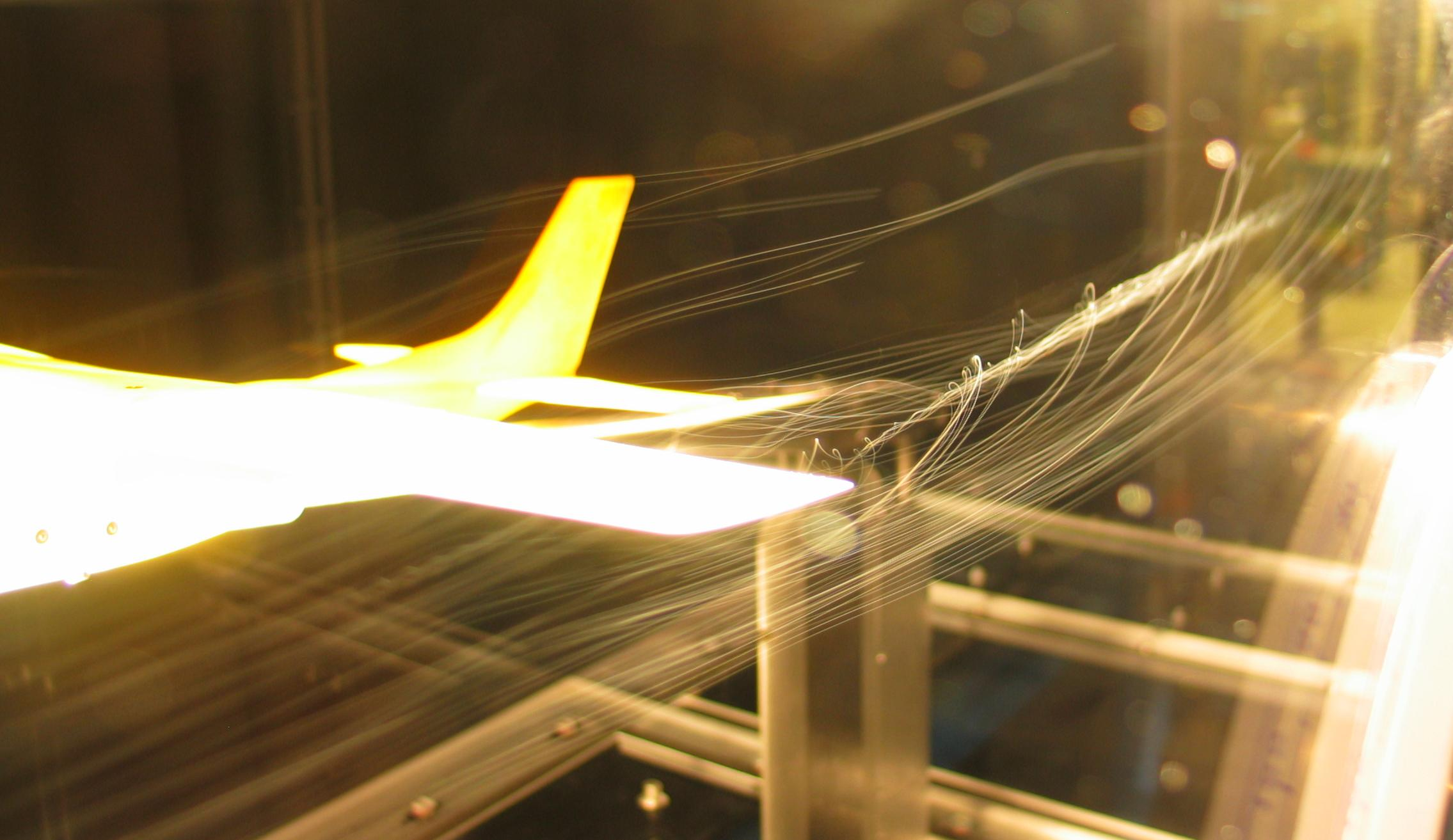
Prova di un modello di Cessna 182 in galleria del vento.

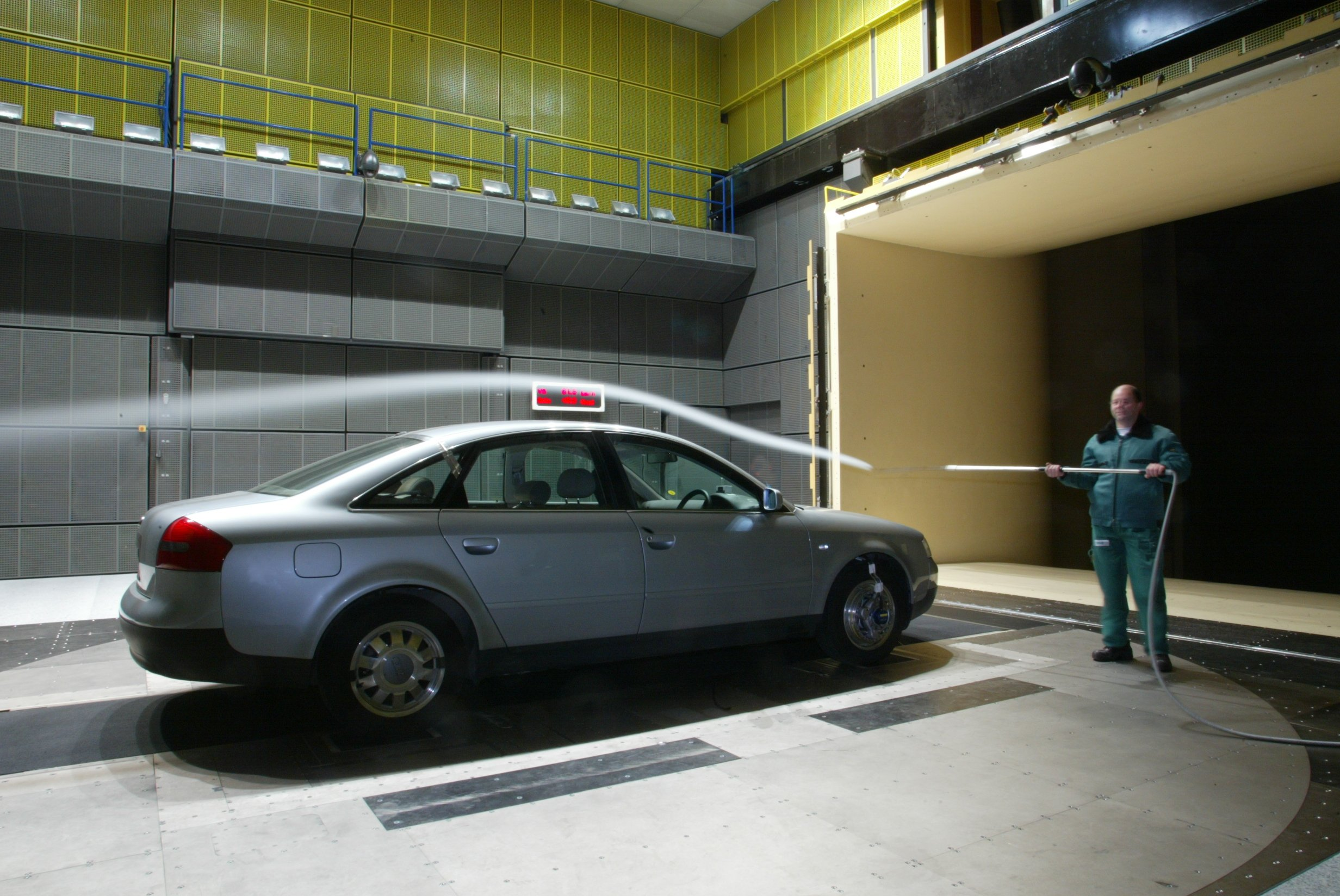
Prova di aerodinamicità effettuata su un'automobile.

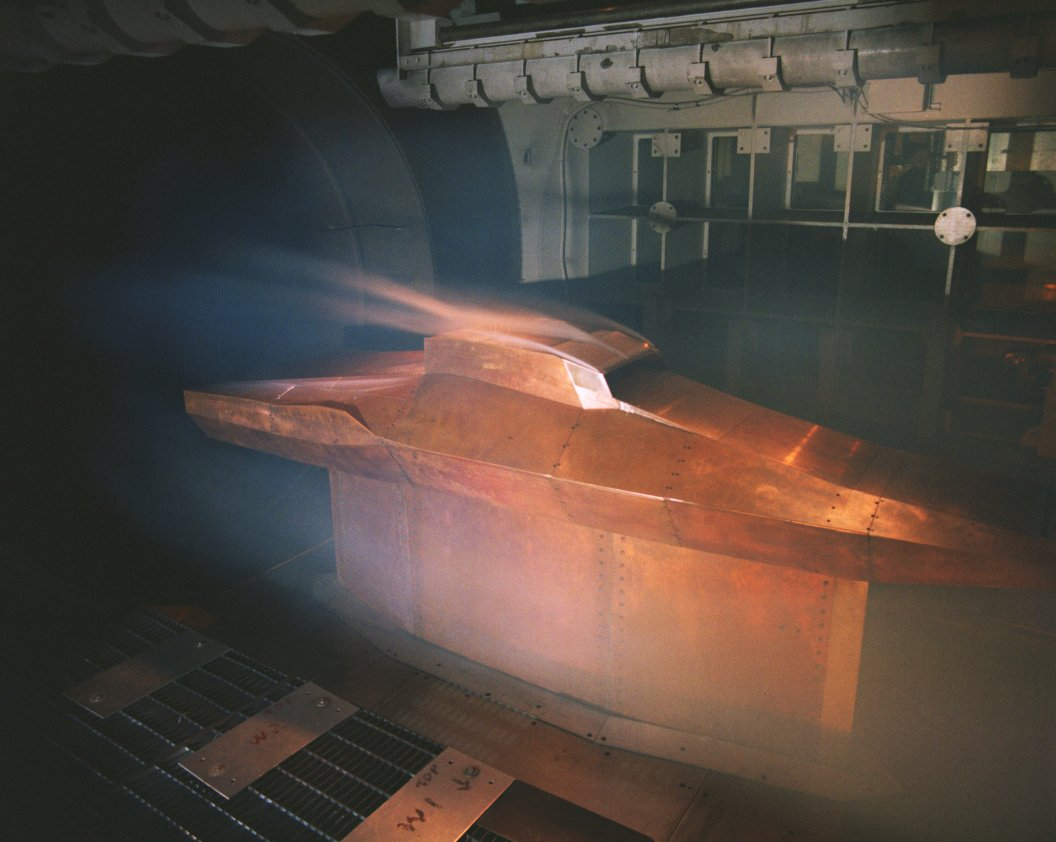
Prova in galleria del vento di un X-43, effettuato rispettando la similitudine dinamica tra il modello e il sistema reale.

Tipicamente nelle gallerie del vento vengono provati aeroplani, automobili, camion, treni, elicotteri ed in misura minore, motociclette. Provano in galleria anche ciclisti, sciatori ed atleti per gare su ghiaccio come per i bob ed i pattinatori oppure gli atleti che si lanciano dagli aeroplani per stabilire il record di volo senza paracadute. Si provano anche edifici, ponti, generatori eolici, portaerei ed in generale tutti i veicoli e oggetti che si muovono nell'aria.
È possibile effettuare la prova di aeroplani (se la galleria è chiusa) variando le caratteristiche del fluido in termini di temperatura e umidità andando così a simulare le condizioni meteorologiche che l'aereo potrebbe incontrare nella sua vita operativa.
Si possono così simulare l'effetto della formazione di ghiaccio sulle ali (che può causare lo stallo delle superfici portanti del velivolo e quindi la probabile caduta dell'aeroplano, o il possibile blocco dei comandi) o altri effetti delle perturbazioni meteorologiche sull'aerodinamica del velivolo.
La prova di edifici e strutture come i ponti viene fatta simulando l'andamento temporale e spaziale dei venti presenti nel luogo dove sorgeranno queste strutture. Le prove sugli edifici consentono anche di capire come, ad esempio, l'inquinamento da fumi di industrie va ad influire e ad interagire con i centri abitati.
Per l'utilizzo automobilistico si usano anche dei tappeti mobili capaci di simulare, nel modo più preciso possibile, l'effetto del suolo. Questi tappeti in pratica funzionano come degli enormi "tapis roulant" che viaggiano a svariate decine di metri al secondo. 
Recentemente si è parlato anche di tappeti mobili capaci di vibrare per simulare le sconnessioni e le imperfezioni del suolo, cosa questa molto importante nei veicoli a più alte prestazioni che viaggiano a pochi centimetri dal suolo per i quali è fondamentale studiare la stabilità degli strati limite e la loro interazione con il terreno.
Per quanto riguarda gli studi accademici oggi si effettuano principalmente degli esperimenti sugli strati limite, con studi di stabilità e turbolenza.
Naturalmente in galleria del vento si provano dei modelli degli oggetti reali realizzati in scala ridotta, e questo porta ad una serie di problemi praticamente insormontabili, almeno dal punto di vista teorico. La teoria della similitudine dinamica completa infatti impone delle condizioni sulle dimensioni dei modelli che costringerebbero di fatto a provare dei modelli non in scala ma in dimensione reale, con tutte le conseguenze che questo può portare, ad esempio in termini di costi di gestione e di realizzazione.
Le simulazioni vengono fatte cercando di riprodurre sui modelli posti in galleria del vento alcuni parametri fisici caratteristici come i numeri di Reynolds, Eulero, Froude, Cauchy e Mach, dai quali dipendono alcuni fenomeni di rilevante interesse (Separazioni di strato limite, fenomeni di compressibilità, formazione di fenomeni ondosi nel campo aerodinamico, scambi termici tra strato limite e corpo). La teoria della similitudine, come accennato, impedisce che a parità di fluido si possano effettuare delle simulazioni con modelli in scala rispettando tutti i parametri sopra elencati contemporaneamente.
Questo problema è praticamente irrisolvibile e quindi nascono gallerie dalle dimensioni molto variabili, come detto in precedenza, che sono capaci di riprodurre contemporaneamente solo alcuni dei numeri sopra elencati, a seconda delle esigenze.
Ad esempio, il modello di un aereo civile sarà studiato in una galleria subsonica capace di riprodurre i numeri di Reynolds che si raggiungono nelle reali condizioni di decollo e di atterraggio, mentre invece ci si affiderà ad una galleria transonica quando si dovrà indagare il suo comportamento in volo di crociera. 
Questo comporta che per avere informazioni precise e complete bisogna effettuare una serie di prove con modelli dalle dimensioni diverse ed in gallerie del vento diverse e questo fa crescere notevolmente i costi. Non solo: i dati ricavati dalle varie simulazioni non sono sempre completamente aderenti alla realtà ed in più non sono mai uguali e riproducibili se si cambia galleria del vento. Questo ha portato allo sviluppo di algoritmi e modelli matematici sempre più complessi e precisi che siano in grado di trasferire e interpretare correttamente i dati ricavati in galleria del vento al fine di prevedere nel modo più accurato possibile il comportamento dell'oggetto realizzato.
Si ponga l'attenzione sul fatto che questo problema è un problema rilevante nelle simulazioni in galleria del vento e non va quindi mai sottovalutato.